# Дагестанская государственная филармония имени Т. Мурадова
Дагеста́нская госуда́рственная филармо́ния — филармония в Махачкале, Республика Дагестан, названа в честь дагестанского певца и композитора Татама Алиевича Мурадова (1902—1958).

## История филармонии
Филармония носит имя певца и композитора Татама Мурадова — первого дагестанского музыканта, удостоенного почётного звания «Заслуженный деятель искусств Дагестанской АССР», принимавшего активное участие в создании хоровых и инструментальных коллективов художественной самодеятельности, а также первых в республике профессиональных музыкальных коллективов.
В январе 1944 года Постановлением Совета Народных Комиссаров Дагестанской АССР и Бюро Обкома ВКП(б) от 20.12.1943 года на базе Дагестанского концертного бюро была образована Дагестанская государственная филармония.
В начальный состав были включены национальный ансамбль песни и пляски, русская и национальная концертно-эстрадные группы, цирковая группа.
В 1950-е годы в самостоятельный коллектив выделился музыкальный лекторий, который и по сей день ведёт активную просветительскую работу.
В 1970-е годы в состав филармонии входили вокально-инструментальный ансамбль «Гуниб» п/у В. Войлера, ансамбль «Горские самоцветы» п/у М.Гасанова, ансамбль «Дружба» п/у М. Улакаева, коллектив «Цирк на сцене» п/у П. Петрика, эстрадная шоу-группа «Карнавал» п/у В. Гамалиева, эстрадная группа «Асса» п/у О. Мякишева, мастер художественного слова Юрий Растошанский.
В 1980-е годы в филармонии началась реорганизация, в результате которой небольшие коллективы прекратили свою деятельность или перешли в филармонии других городов, а вновь созданные укрепили профессиональные позиции филармонии.

## Деятельность филармонии
Сегодня в Дагестанскую филармонию входят:
- Камерный оркестр (1988 г.), дирижёр — заслуженная артистка РФ Зарифа Абдуллаева;
- Джаз-оркестр (1995 г.), дирижёр — народный артист РД Магомед Абакаров;
- Музыкальный лекторий;
- Струнный квартет;
- Мастер художественного слова, заслуженная артистка РФ Фаина Графченко;
- Солисты-вокалисты — исполнители на языках народов Дагестана;
- Вокальный ансамбль «Эридан», руководитель — заслуженная артистка РД Мадина Исмаилова;
- Ансамбль современного танца «Адемос», руководитель — Зулейха Акавова.

Деятельность филармонии направлена на решение наиболее важных и актуальных задач — формирование и воспитание художественного вкуса слушателей, увеличение аудитории, разнообразие предлагаемых концертных программ.
Артисты филармонии Адам Максудов, Мухсин Камалов, Долорес Стринадкина, Манур Магомедов, Заира Гасанова, Заира Даибова вносят свой творческий вклад в сохранение и развитие классической музыки.
Заслуженным признанием публики пользуется филармонический джаз-оркестр под руководством Магомеда Абакарова, а также Камерный оркестр Дагестанской государственной филармонии под управлением Зарифы Абдуллаевой.

## Современность
С 2000 года филармония проводит ежегодный региональный музыкальный фестиваль юных исполнителей и летний цикл концертов «Дагестанцы — студенты консерваторий России на сцене дагестанской филармонии».
В 2005 году филармония получила грант Президента России на реализацию образовательно-просветительского проекта для детей, оставшихся без попечения родителей «Протяни ребёнку руки», в 2009 году — грант Президента республики Дагестан на реализацию проекта «Дети — территория добра».
С 2008 года по инициативе филармонии и при поддержке Министерства культуры РД в республике ежегодно проводится международный музыкальный фестиваль «Порт-Петровские Ассамблеи».
Ежегодно Дагестанская филармония проводит летние концерты студентов консерваторий России, в котором принимают участие молодые дагестанские музыканты, обучающиеся в Московской, Саратовской, Астраханской, Ростовской, Нижегородской консерваториях. Этой традицией филармония вносит свой вклад в решение кадровых проблем республики в области музыкального исполнительства.
В 1995 году силами Дагестанской государственной филармонии была впервые поставлена национальная опера «Хочбар», что явилось поводом для основания Дагестанского Государственного театра оперы и балета.
Руководство и артисты филармонии приняли активное участие в подготовке и проведении концертных программ Дней Республики Дагестан в Москве.

## Здание филармонии
С 2004 года из-за аварийного состояния основного здания филармонии на улице Тихонова, построенного в 1904 году, все филармонические мероприятия проходят в залах Кумыкского государственного музыкально-драматического, Аварского государственного музыкально-драматического, Русского государственного драматического театров.
В 2015 году была реконструирована летняя площадка филармонии на Родопском бульваре в Махачкале.